# アスコルビン酸カリウム
アスコルビン酸カリウム(Potassium ascorbate)は、KC6H7O6という化学式を持つアスコルビン酸のカリウム塩であり、アスコルビン酸塩の1つである。食品添加物として、E番号303、INS番号202を持つ。イギリスやアメリカ合衆国では承認されていないが、オーストラリア及びニュージーランドでは承認されている。